# كيت وارنر
كيت وارنر (بالإنجليزية: Kate Warner)‏ هي محامية أسترالية، ولدت في 14 يوليو 1948 في هوبارت في أستراليا.